# Carnusapass
Der Carnusapass ist ein Gebirgspass in den Adula-Alpen im Kanton Graubünden. Auf einer Höhe von 2605 m ü. M. verbindet er die Orte Safien und Wergenstein. Über den Pass führt ein Saumpfad. Beidseits der Passhöhe ist der Weg auffallend mit Kehren ausgebaut, die von den Bergwanderern zumeist abgekürzt werden, weil sie ihnen zu flach sind. Möglicherweise stand der Ausbau im Zusammenhang mit Trains der Armee im Zweiten Weltkrieg.
Der Pass liegt zwischen dem Piz Tarantschun (2769 m) im Südwesten und dem Runal (2705 m) im Nordosten. Weiter im Nordosten liegt der Piz Beverin. 

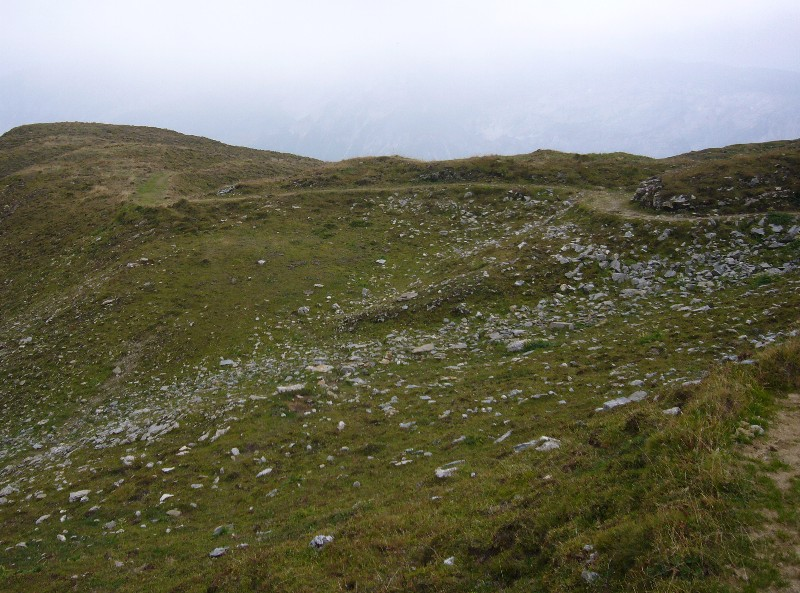
Ausbau auf der Wergensteiner Seite
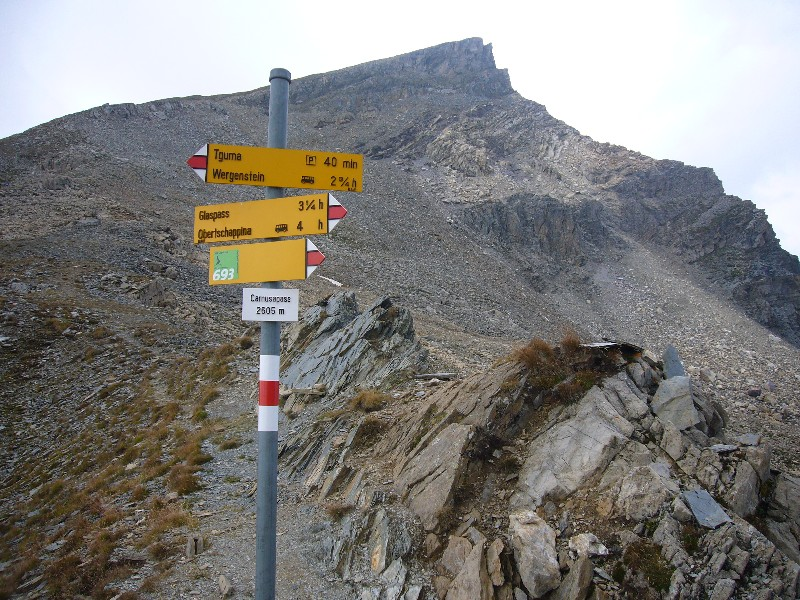
Passhöhe